# Charles Durupt
Barthélemy Jean Durupt, dit Charles Durupt, né le 3 mars 1804 à Paris et mort le 7 avril 1838 dans la même ville, est un peintre romantique français.

## Biographie
Élève du baron Gros, Charles Durupt expose au Salon à partir de 1827,.

## Œuvres dans les collections publiques
- Blois, musée des Beaux-Arts :
  - Henri III poussant du pied le cadavre du duc de Guise, 1832 ;
  - La Marquise de Noirmoutiers cherchant à détourner le duc de Guise de se rendre à l'assemblée des États de Blois, 1833.
- Caen, musée des Beaux-Arts : La Parabole du mauvais riche, 1834, œuvre détruite[6].
- Lyon, hôtel de ville : Portrait du roi Charles X, 1828, localisation actuelle inconnue.
- Miramont-de-Guyenne, mairie : L'Assomption, 1829.
- Reims, musée des Beaux-Arts : Manfred et l'Esprit, 1831, dépôt du musée de la Vie romantique.
- Saint-Cloud, église Saint-Clodoald : Saint Clodoald se coupant les cheveux  avant d'entrer au monastère, 1831.
- Versailles, musée de l'Histoire de France :
  - Antoine Richepanse, lieutenant au 1er de chasseurs à cheval en 1792 (1770-1802), 1834 ;
  - Lothaire défait l'empereur Othon II sur les bords de l'Aisne, octobre 978, 1837.

Œuvres de Charles Durupt
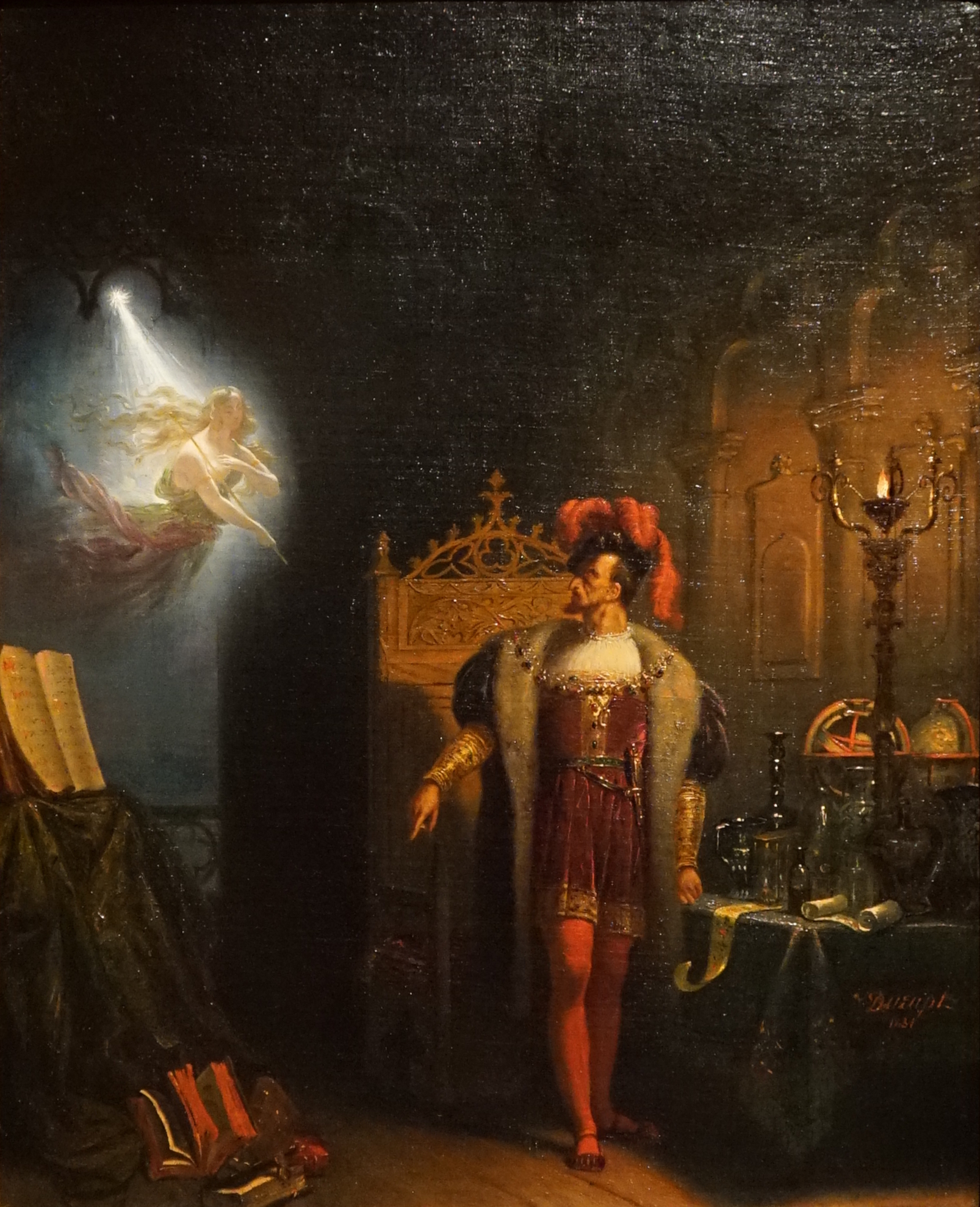
Manfred et l'Esprit (1831), musée des Beaux-Arts de Reims.
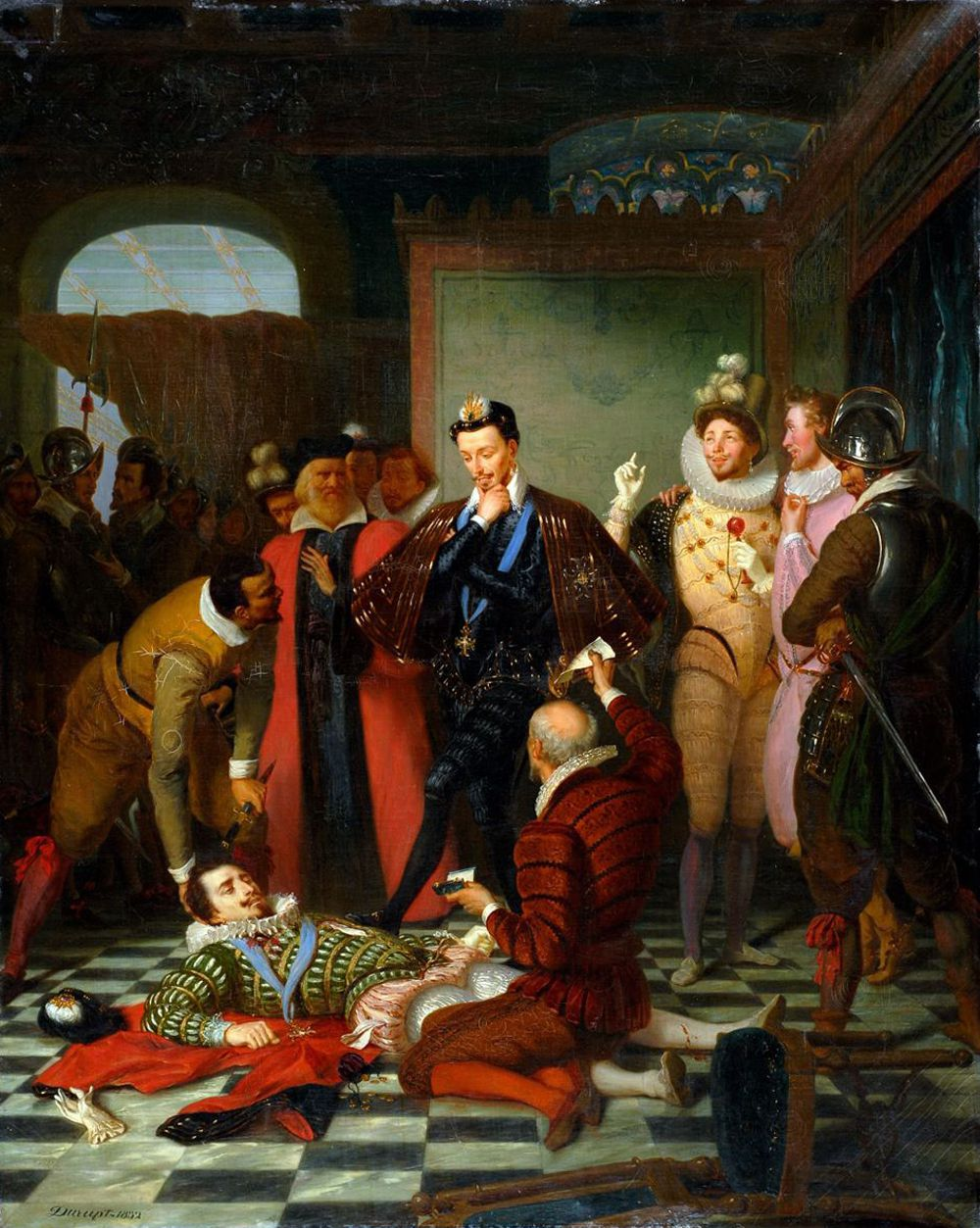
Henri III poussant du pied le cadavre du duc de Guise (1832), musée des Beaux-Arts de Blois.
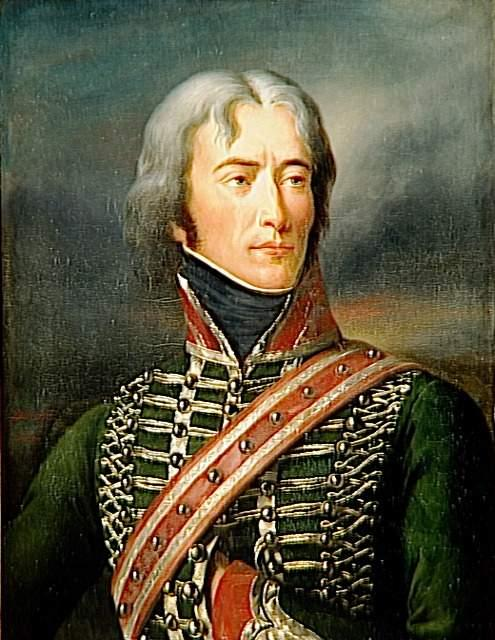
Antoine Richepanse, lieutenant au 1er de chasseurs à cheval en 1792 (1770-1802) (1834), Versailles, musée de l'Histoire de France.